# Albert Lorey Groll
Albert Lorey Groll   (Nova York, 8 de desembre de 1866 - Nova York, 1952) va ser un pintor nord-americà d'olis i gravats. Va néixer a Nova York i va estudiar a l'Acadèmia de Belles arts de Múnic, la Reial Acadèmia de Belles arts a Anvers, Bèlgica, i també a Londres. El 1910 va ser triat per a l'Acadèmia Nacional de Dibuix dels Estats Units. És conegut per les seves pintures de paisatges del Sud-oest dels Estats Units.

## Biografia

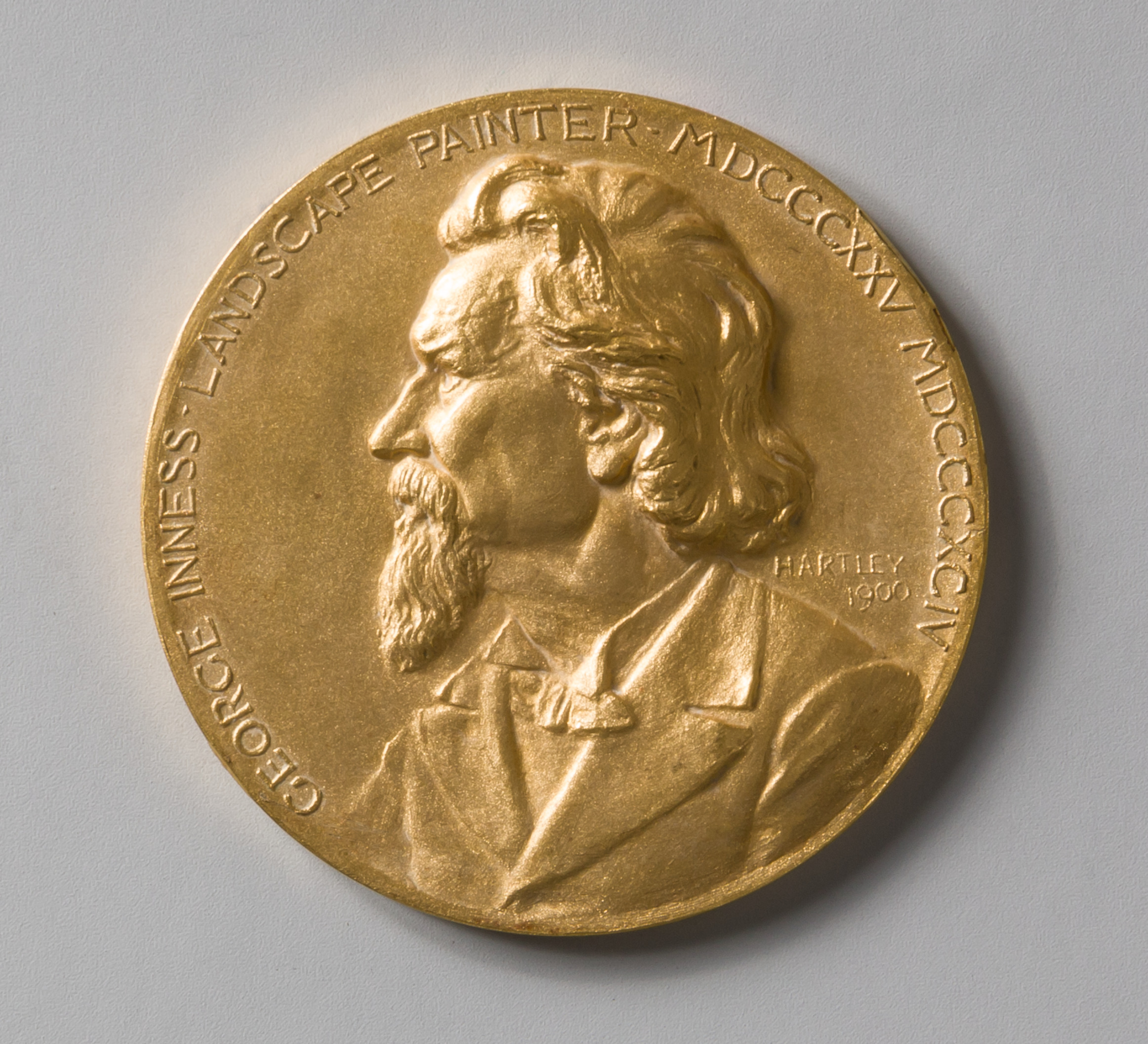
Medalla d'or George Inness

Groll va néixer a Nova York el 1866, fill d'un farmacèutic immigrant de Darmstadt, Alemanya. Durant la seva joventut va viatjar a Europa per a estudiar en l'Acadèmia de Belles arts a Múnic, que aleshores es deia Reial Acadèmia de Belles Arts, sota Nicholas Gysis i Ludwig von Löfftz. També va estudiar a Londres i en la Reial Acadèmia de Belles arts a Anvers, Bèlgica. Groll torna a Nova York el 1895 i deixa la pintura figurativa per dedicar-se al paisatgisme, en part a causa de l'alt cost de contractar models. També arriba a ser un conegut creador de gravats.
El 1904 Groll va per primera vegada al Sud-oest dels Estats Units. Viatja a Arizona amb l'etnògraf Stewart Culin del Museu Brooklyn, i més tard a Nou Mèxic amb el seu amic l'artista i il·lustrador William Robinson Leigh. Groll va treballar principalment en pintures a l'oli de les terres americanes natives, amb obres realistes però també va incloure formes abstractes. Durant la seva visita al Poble de Laguna els habitants es van impressionar per la pintures de Groll, i li van posar de nom "Superior Cap Calb Ull d'Àliga".
Groll va mantenir un estudi als Estudis Gainsborough a Manhattan, i va guanyar diversos premis pel seu treball a Arizona i a Nova York, com ara el Premi Shaw del Salmagundi Club en 1904, i una medalla d'or de la Pennsylvania Academy of the Fine Arts en 1906. També va guanyar una medalla d'or George Inness el 1912 per la seva pintura del Llac Louise en les rocalloses canadenques. Aquesta medalla s'atorgava en l'exposició anual d'Acadèmia Nacional de Disseny entre 1901 i 1918 a les millors pintures de paisatges.
El 1919 Groll va ser escollit membre associat de la Societat Taos d'Artistes, i l'any 1933 esdevé membre de l'Institut Nacional d'Arts i Lletres. També se'l va convidar a unir-se a la Societat Americana d'Aquarel·la.
Va morir el 2 d'octubre de 1952 als 85 anys. Els serveis funeraris es van dur a terme a la capella Frank E. Campbell a Manhattan.

### Exposicions
- Biennal de Venècia, 1909.[9][10]
- Carnegie Internacional, Pittsburgh, 1910.[11]
- Exposició Universal de San Francisco, 1915.[12]

## Estil i llegat
L'estil de Groll es caracteritza per la seva elevada tècnica, colors rics i pel tractament poètic que fa del paisatge. Es per això que va rebre el sobrenom de "somiador musical en colors" per la premsa contemporània. Els seus paisatges són sobretot realistes, però també utilitzen formes abstractes.
Groll va ajudar a popularitzar el desert com un tema artístic per a l'art nord-americà, i va introduir altres artistes de la costa Est dels Estats Units com William Robinson Leigh al Sud-oest. Pintures de Groll formen part de les col·leccions de museus com el Museu Smithsonian d'art americà, el Museu Gilcrease, el Museu d'Art de la Universitat d'Arizona, i el Museu d'Art de Sant Diego, entre d'altres.